# 表面等离激元
表面等离激元（Surface Plasmon），是金属表面电子在外界电磁场作用下产生集体振荡的现象，分为局域表面等离子共振（Local Surface Plasmon Resonance，LSPR）和表面等离极化激元（Surface Plasmon Polariton，SPPs）两种。
LSPR是在入射光激发下产生于正负介电常数材料界面处的传导电子谐振现象。在共振波长处表现为近场场强增强。这个近场高度集中在纳米颗粒中，并在远离纳米颗粒/电介质界面进入到电介质基底中时迅速衰减。光强的增强是局部表面等离共振的一个重要方面，局域意味着LSPR有很高空间频率（亚波长），并且仅受纳米粒子尺寸的限制。由于电场振幅的增强，基于振幅增强的效应如磁光效应也因局部表面等离共振的存在而增强[1][2]。
LSPR是许多测量平面金属（通常是金或银）表面或金属纳米颗粒表面上材料的吸收的基础，也是很多基于颜色的生物传感器应用的基本原理[3][4]。
SPP是沿金属-电介质或金属-空气交界面传播的红外或可见光波段的电磁波。SPP波长比入射光（光子）的波长短[5]。因此，SPP有更严格的空间约束和更高的局部场强[5]。在垂直于交界面的方向上有亚波长量级的约束。表面等离激元会沿交界面传播，直到能量消失，包括被金属吸收或散射到其他方向（例如自由空间）。
表面等离激元的应用使得亚波长的显微镜和光刻突破了衍射极限的限制。同时也能够用第一稳态微机械测量光本身的基本属性：电介质中的光子动量。其他的应用有光子数据存储、光振荡和双光子效应等[5][6][7][8]。

## 激发
表面等离激元可以被电子或光子激发。电子激发是通过将电子发射到金属体内实现的。随着电子的散射，电子的能量就传递到了等离子体。散射矢量中平行于表面的分量导致了表面等离激元的产生[9]。
对于用光子激发表面等离激元，这两者有相同的频率和动量。然而，对于给定的频率，一个自由空间光子的动量少于SPP，因为这两者有不同的色散关系（见下文）。动量失配是空气中自由空间的光子不能直接耦合成SPP的原因。也是因为同样的原因，光滑金属表面的表面等离激元不能以自由空间光子的形式发射能量到电介质中（如果电介质是均匀的）。这种不匹配性与全内反射时透射能量的损失类似。
但是，可以借用耦合媒介使光子耦合成为表面等离激元，比如用棱镜或光栅来匹配光子和SPP的波矢量（因此动量匹配）。在Kretschmann结构中棱镜可以放在紧贴薄金属薄膜的位置，在Otto结构中棱镜可以放在离金属表面非常近的位置（如图1所示）。光栅耦合器通过将平行方向的波矢分量提高一个与光栅周期相关的量来匹配波矢量。这种方法对理论上理解表面粗糙度的影响至关重要，但是使用的比较少。此外，平面上的简单孤立的表面缺陷如凹槽、狭缝或褶皱可以使自由空间辐射和表面等离子体交换能量，因此产生耦合。

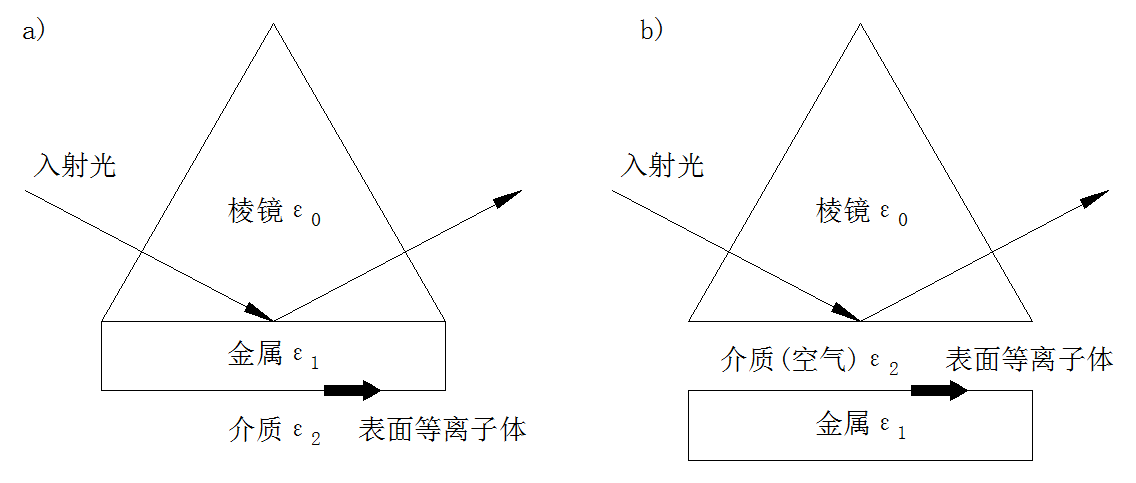
图1 基于衰减全反射耦合表面等离子体的(a) Kretschmann 和(b)Otto结构，两种情况下，表面等离子体均沿着金属/电介质界面传播。

## 色散关系
电磁波传播的电场方程如下所示：
{\displaystyle E=E_{0}exp[i(k_{x}x+k_{z}z-\omega t)]}
其中{\displaystyle k}是波数，{\displaystyle \omega }是频率。对相对介电常数分别为{\displaystyle \varepsilon _{1}}和{\displaystyle \varepsilon _{2}}的两种材料，在其交界面上对电磁波求解麦克斯韦方程，选择合适的连续边界条件[10][11]：
{\displaystyle k_{1}/\varepsilon _{1}+k_{2}/\varepsilon _{2}=0}
和
{\displaystyle k_{x}^{2}+k_{i}^{2}=\varepsilon _{i}(\omega /c)^{2}}
其中c是光在真空中的速度，对于交界面处两介质中的表面波来说{\displaystyle k_{x}}是一样的。解这两个方程，可得到在表面传播的波的色散关系：
{\displaystyle k_{x}=\omega /c[(\varepsilon _{1}\varepsilon _{2})/(\varepsilon _{1}+\varepsilon _{2})]^{1/2}}
在忽略了衰减的电子气体的自由电子模型中，金属介电函数为[12]：
{\displaystyle \varepsilon (\omega )=1-\omega _{p}^{2}/\omega ^{2}}
其中SI 单位下的等离子体频率为：
{\displaystyle \omega _{p}={\sqrt {ne^{2}/\varepsilon _{0}m^{*}}}}
其中n是电子密度，e是电子的电荷，m*是电子的有效质量，{\displaystyle \varepsilon _{0}}是自由空间的介电常数。k 比较小的时候SPP表现为一个光子，随着k的增大，色散曲线弯曲逐渐逼近一个称为“表面等离子体频率”的极限。由于色散曲线在直线 {\displaystyle \omega =kc}的右边，SPP的波长比自由空间辐射波长短，这样SPP波导的平面外的分量就是虚数并且表现为衰减。表面等离子体的频率就是曲线的渐近线，可由下式给出：
{\displaystyle \omega _{sp}=\omega _{p}/{\sqrt {1+\varepsilon _{2}}}}
在空气中，可简化为：
{\displaystyle \omega _{sp}=\omega _{p}/{\sqrt {2}}}
如果假设{\displaystyle \varepsilon _{2}}是一个实数，并且{\displaystyle \varepsilon _{2}>0}，那{\displaystyle \varepsilon _{1}<0}，这个条件在金属中可以满足。电磁波穿过金属时由于欧姆损耗和电子空穴相互作用会产生阻尼衰减。这些效应体现在介电函数的虚数分量中，金属的介电函数为{\displaystyle \varepsilon _{1}=\varepsilon _{1}'+i\varepsilon _{1}''}，其中{\displaystyle \varepsilon _{1}'}和{\displaystyle \varepsilon _{1}''}分别为介电函数的实部和虚部。一般情况下，{\displaystyle \left\vert \varepsilon _{1}'\right\vert >>\varepsilon _{1}''}，这样波数kx就可以写成实部加虚部的形式[10]：
{\displaystyle k_{x}=k_{x}'+ik_{x}''=[(\omega /c)[(\varepsilon _{1}'\varepsilon _{2})/(\varepsilon _{1}'+\varepsilon _{2})]^{1/2}]+i[(\omega /c)[(\varepsilon _{1}'\varepsilon _{2})/(\varepsilon _{1}'+\varepsilon _{2})]^{3/2}\varepsilon _{1}''/(2(\varepsilon _{1}')^{2}]}
波矢量使我们了解了电磁波的重要物理特性如空间范围和耦合波矢量匹配的条件。

## 传播长度和穿透深度
SPP在沿表面传播时，由于金属的吸收会损失一部分能量。表面等离子体的强度随电场的平方衰减，因此在距离为x的位置，强度衰减为原来的{\displaystyle exp[-2k_{x}''x]}。传播距离定义为强度衰减为原来1/e的位置。其表达式为[13]：
{\displaystyle L=1/(2k_{x}'')}
同样地，在垂直于金属表面的方向，电场瞬间衰减。在低频段，SPP传播进入金属的深度通常可以用穿透深度公式近似得到。在介质中，场的衰减速度要慢得多。金属和电解质中的衰减长度可表示为[13]：
{\displaystyle z_{i}=(\lambda /2\pi )[(\left\vert {\varepsilon _{1}'}\right\vert +\varepsilon _{2})/\varepsilon _{i}^{2}]^{1/2}}
其中i代表传播介质。SPP对小于穿透深度的轻微扰动非常敏感，正是因为如此，SPP经常用于探测表面的不均匀性。

## 实验应用
纳米尺度的表面等离激元证明了在物质中设计和控制光传播的可能性。表面等离激元技术可以被用于将光有效地引导进纳米尺度的空间中，能够对共振频率色散特性进行直接调制（例如大幅缩减光波的波长和脉宽），也可以达到与非线性物质的强相互作用的强场效果，这可以增强光对外部参数的敏感度，表明了表面等离激元在传感与转换上广泛的应用前景。
对于金属纳米颗粒，利用LSPR 局限在一个很小区域的电场增强效应， 可以使得许多光学过程的效率得到显著的提高[14]。金属纳米材料在表面拉曼散射增强技术上的重要应用就是典型例证 [15][16] 。现在利用这项技术， 甚至能够实现单分子信号的检测[17]。金属颗粒的等离激元共振频率以及电场在其周围的分布表现出对颗粒的形状、结构和组分的明显依赖性， 使得可以在纳米尺度上对电场进行“修饰”[18]。等离子体激元的吸收和激发峰值的波长与强度受分子吸收的影响，这个特性可以用于分子传感器。目前，已有基于监测金表面与表面等离激元有关的光吸收的变化原理来检测牛奶中酪蛋白的设备问世[19]。
SPP的应用集中在基于纳米尺度等离子体激元效应测量与通信器件的设计、制造和实验特性等领域。这些器件包括用于生物传感、光学定位和光学转换的超小型等离子激元干涉仪，还包括一些需要集成高带宽、红外频率等离子通讯设备于硅芯片上的独立模块(如等离子体源，波导和探测器)等。
除了基于表面等离激元构建的功能型设备，利用在约束金属/电介质空间传播的表面等离激元色散特性开发的光子材料也是可行的，这种材料也被称为超材料[20]。
能够动态控制纳米设备中材料的等离激元特性是发展的关键，这可以通过等离子激元的相互作用来实现，即利用大量等离子体共振来引导或抑制对光传播的操控[21]。这种方法可以实现对纳米量级光的操纵，这能够带动CMOS兼容的光电等离激元调制器的发展。CMOS兼容的光电等离激元调制器也将成为光子电路芯片级的关键组件[22]。
在表面二次谐波产生的过程中，二次谐波信号正比于电场强度的平方。电场强度在界面处值更大，因为表面等离子体产生了非线性光学效应。这个变大的信号通常可用来产生更强的二次谐波信号[23]。

## 使用材料
只有在某一界面处介电常数的实部发生符号改变，表面等离激元才可能存在于两种材料之间的界面[24]。由于大量的自由电子的存在[25]，使得金属的实部介电常数为负，这确保了在金属/电介质界面处的符号改变。然而，由于电阻的欧姆损耗，金属材料会降低等离子设备的性能。为了降低损耗，需要探索新材料[25][26][27]并且优化已有材料的工艺[28]。材料的损耗和极化都会影响光学特性。表面等离激元的品质因数Q定义为{\displaystyle \varepsilon '^{2}/\varepsilon ''}[27]。下表列出了4种常见的等离子激元金属材料的SPP品质因数和传播长度；铝、银、金、铜在优化条件下通过热蒸发进行沉积[28]。SPP的品质因数和传播长度利用铝、银、金、铜薄膜的光学数据进行计算。
| 波长范围           | 材料 | SPP品质因数（*10-3） | SPP传播长度（um） |
| 紫外光（280nm）    | 铝   | 0.07                 | 2.5               |
| 可见光（650nm      | 银   | 1.2                  | 84                |
|                    | 铜   | 0.42                 | 24                |
|                    | 金   | 0.4                  | 20                |
| 近红外（1000nm）   | 银   | 2.2                  | 340               |
|                    | 铜   | 1.1                  | 190               |
|                    | 金   | 1.1                  | 190               |
| 通讯波长（1550nm） | 银   | 5                    | 1200              |
|                    | 铜   | 3.4                  | 820               |
|                    | 金   | 3.2                  | 730               |

银在可见、近红外和通讯波段的损耗在四种材料最低[28]。金和铜在可见和近红外波段性能都很好，但铜在电信波长中略有优势。金较之银铜在自然环境中化学稳定性更好，使它很适合用于等离子激元生物传感器[29]。然而，470nm处的带间跃迁大大增加金在600纳米以下波长的损耗[30]。铝在紫外（<330nm）是最好的等离子激元材料，铝与铜都与CMOS兼容。